# Lukáš Bielák
Lukáš Bielák (ur. 14 grudnia 1986 roku w Rużomberku) – słowacki piłkarz występujący na pozycji obrońcy. Były zawodnik ŁKS Łódź.

## Życiorys
Jako junior zawodnik grał w piłkę w klubie MFK Ružomberok. Pierwszym zespołem w seniorskiej karierze był FK Rača, gdzie grał w latach 2006–2007. Wiosną 2008 występował w Tatranie Liptowski Mikułasz, po czym powrócił do Rużomberka, gdzie grał w rezerwach oraz w pierwszym zespole MFK Ružomberok. W barwach MFK Ružomberok wystąpił łącznie w 66 spotkaniach słowackiej Corgoň ligi, strzelając przy tym dwie bramki. Latem 2013 zawodnik przeszedł do Górnika Łęczna. Obecnie jest piłkarzem Tatranu Liptovsky Mikulas.